# Otto Hofherr
Otto Hofherr (* unbekannt; † 1920) war ein deutscher Fußballspieler.

## Karriere
Hofherr gehörte dem Freiburger FC an, für den er in der vom Verband Süddeutscher Fußball-Vereine organisierten Meisterschaft in der regional höchsten Spielklasse, im Gau Oberrhein, einem von drei Gauen im Südkreis, Punktspiele bestritt. Aus dieser Meisterschaft mit seiner Mannschaft als Sieger hervorgegangen, nahm er auch an der sich anschließenden Endrunde Südkreis teil, die ebenfalls gewonnen wurde und zur Teilnahme an der Endrunde um die Süddeutsche Meisterschaft berechtigte. Nachdem das Hin- und Rückspiel des Halbfinale gegen den 1. Hanauer FC 1893 jeweils mit 1:0 am 14. und 21. April 1907 gewonnen wurde, erreichte der Freiburger FC das Finale. Beim 1. FC Nürnberg, dem Sieger des Ostkreises, der per Freilos ins Finale einzog, wurde am 28. April ein 1:1-Unentschieden erzielt, das Rückspiel am 5. Mai mit 3:1 gewonnen.
Als Teilnehmer an der Endrunde um die Deutsche Meisterschaft bestritt er am 12. Mai in Nürnberg das mit 3:2 gewonnene Halbfinale gegen den VfB Leipzig und das am 19. Mai in Mannheim mit 3:1 gewonnene Finale gegen den BTuFC Viktoria 89.

## Erfolge
- Deutscher Meister 1907
- Süddeutscher Meister 1907
- Südkreismeister 1907
- Gaumeister Oberrhein 1907